# Бехаровце
Бехаровце (слч. Beharovce) насељено је мјесто са административним статусом сеоске општине (слч. obec) у округу Љевоча, у Прешовском крају, Словачка Република.

## Становништво
| Година:    | 1994. | 2004.    | 2014.    | 2024.    |
| ---------- | ----- | -------- | -------- | -------- |
| Број људи: | 166   | 184      | 163      | 181      |
| Разлика:   |       | +10,84 % | -11,41 % | +11,04 % |

| Година:    | 2023. | 2024.   |
| ---------- | ----- | ------- |
| Број људи: | 186   | 181     |
| Разлика:   |       | -2,68 % |

Према подацима о броју становника из 2011. године насеље је имало 178 становника.